# Freddie Kini
Freddie Kini (27 novembre 1992) è un calciatore salomonese, difensore del Henderson Eels F.C. e della Nazionale salomonese.

## Carriera
Con la Nazionale salomonese ha preso parte alla Coppa delle nazioni oceaniane 2012, giungendo quarto.

## Palmarès

### Club
- Campionato di calcio delle Isole Salomone: 1

Koloale: 2010-2011